# Majrödling
Majrödling (Entoloma aprile) är en svampart som först beskrevs av Max Britzelmayer, och fick sitt nu gällande namn av Pier Andrea Saccardo 1887. Den ingår i släktet Entoloma och familjen Entolomataceae.  Arten är reproducerande i Sverige. Inga underarter finns listade i Catalogue of Life.

## Externa länkar

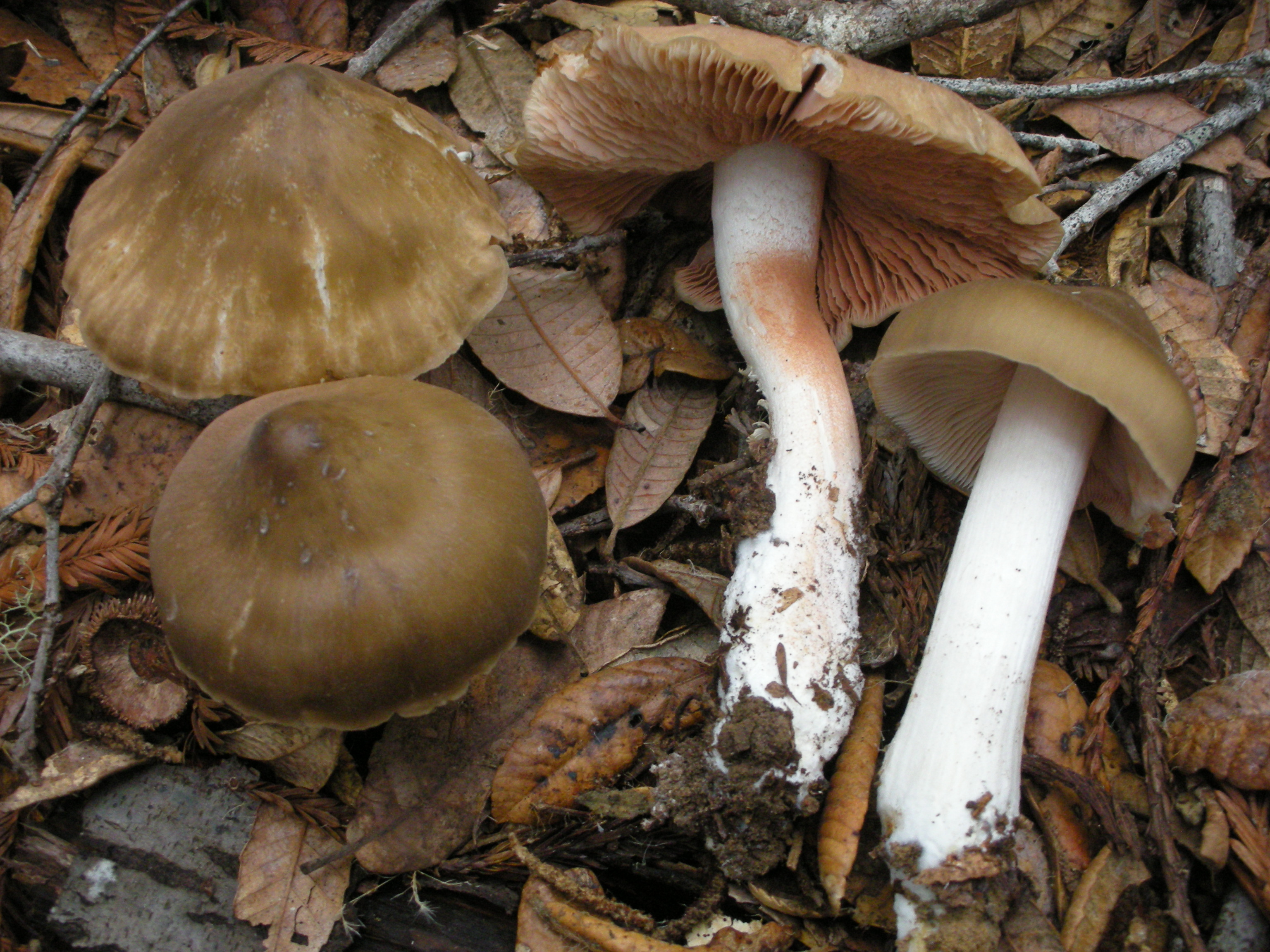